# Železniční trať Karlovy Vary – Johanngeorgenstadt
Železniční trať Karlovy Vary dolní nádraží – Johanngeorgenstadt je železniční trať dlouhá 47,2 kilometrů v Krušných horách v okrese Karlovy Vary. Na trati leží sedmnáct železničních stanic a zastávek. Trať byla budována v několika etapách. Maximální stoupání trati je 30 promile (v úseku Pernink–Potůčky). Pro povahu trati se jí přezdívá Krušnohorský Semmering. Nejvyšší bod trati se nachází v nadmořské výšce 915 m mezi zastávkou Nejdek-Oldřichov a stanicí Pernink, která je s nadmořskou výškou 902 m druhou nejvýše položenou železniční stanicí v Česku.

## Historie stavby
Původně měla být trať navržena jako součást Dráhy císaře Františka Josefa z Vídně do Plzně a odtud pak do Saska. Tento plán z poloviny šedesátých let 19. století byl zavržen pro problémy technického rázu v části Karlovy Vary – Plzeň.
V roce 1881 byl představen projekt místní dráhy z Chodova do Nejdku přes Novou Roli, který zčásti odpovídal dnešnímu vedení trati. Příčinou byly podnikatelské zájmy místních subjektů (továrny na porcelán, pily apod.). Výstavba dráhy v trase dochované do dnešní doby začala po udělení koncese (v roce 1895) až v roce 1897. Jako první byl budován úsek Karlovy Vary dolní nádraží – Nová Role, který navazoval na místní dráhu z roku 1881. Na něj navazovalo prodloužení z Nejdku do Horní Blatné, dokončené 28. listopadu 1898. Poslední úsek z Potůčků do saského Johanngeorgenstadtu byl dokončen 1. dubna 1899 a provoz čtyřmi páry osobních vlaků zahájen 15. května 1899. Provoz zajišťovaly Rakouské státní dráhy. Po obsazení pohraničí v důsledku Mnichovské dohody v roce 1938 převzalo trať ředitelství Německých říšských drah v Drážďanech. Tento stav platil až do konce druhé světové války. Od 24. května 1945 postupně přebíraly trať až do Potůčků Československé státní dráhy a poté byly provozovány dva páry smíšených vlaků mezi Chodovem a Novou Rolí. V roce 1947 byl vydán zákaz provozu vlaků do Johanngeorgenstadtu a skončilo využívání přechodu Potůčky – Johanngeorgenstadt. Potůčky byly zahrnuty do hraničního pásma a trať byla před státní hranicí zajištěna výkolejkou. Úsek trati do Johanngeorgenstadtu byl bez provozu až do 29. června 1991.

## Současný provoz
V současnosti (2020) jsou na trati nasazovány motorové jednotky RegioShark, motorové vozy 810 nebo motorové jednotky Regionova.
Souprava Siemens Desiro německé železniční společnosti (DB, vedena jako Erzgebirgsbahn) zde přestala být nasazována během druhého desetiletí 21. století.[zdroj?]
V zimním období je trať udržována sněhovou frézou na motorovém univerzálním vozíku.
7. července 2020 se několik set metrů od dopravny Pernink stala nehoda motorových jednotek 814 a 844, která si vyžádala 2 mrtvé a 24 zraněných. V reakci na tuto nehodu se Správa železnic rozhodla investovat do zabezpečení této a dalších regionálních tratí. V dopravnách Nové Hamry, Pernink a Potůčky tak byla na konci roku 2020 instalována světelná návěstidla, která mají v budoucnu podobným neštěstím zabránit.

## Galerie

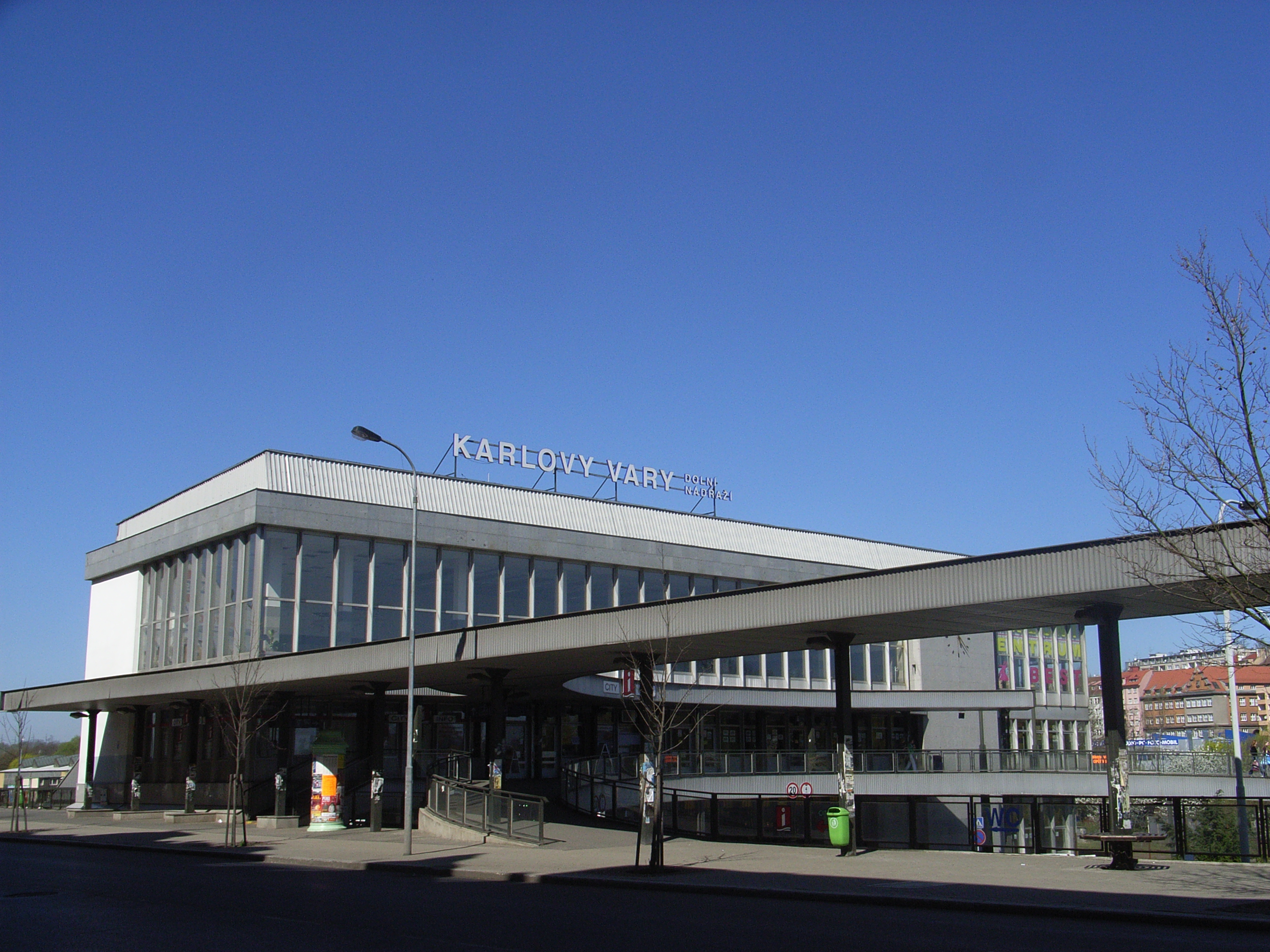
Karlovy Vary dolní nádraží
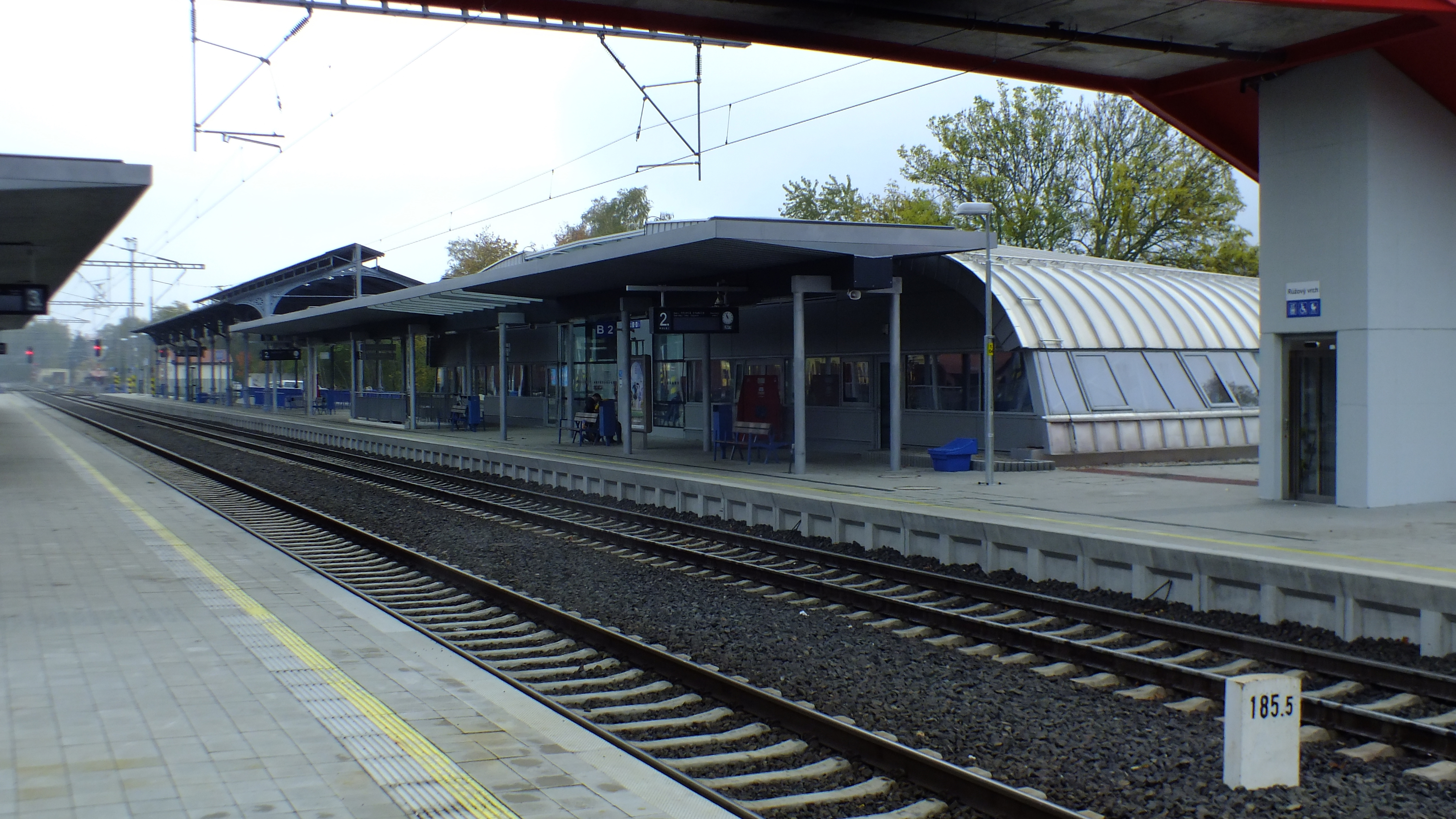
Karlovy Vary
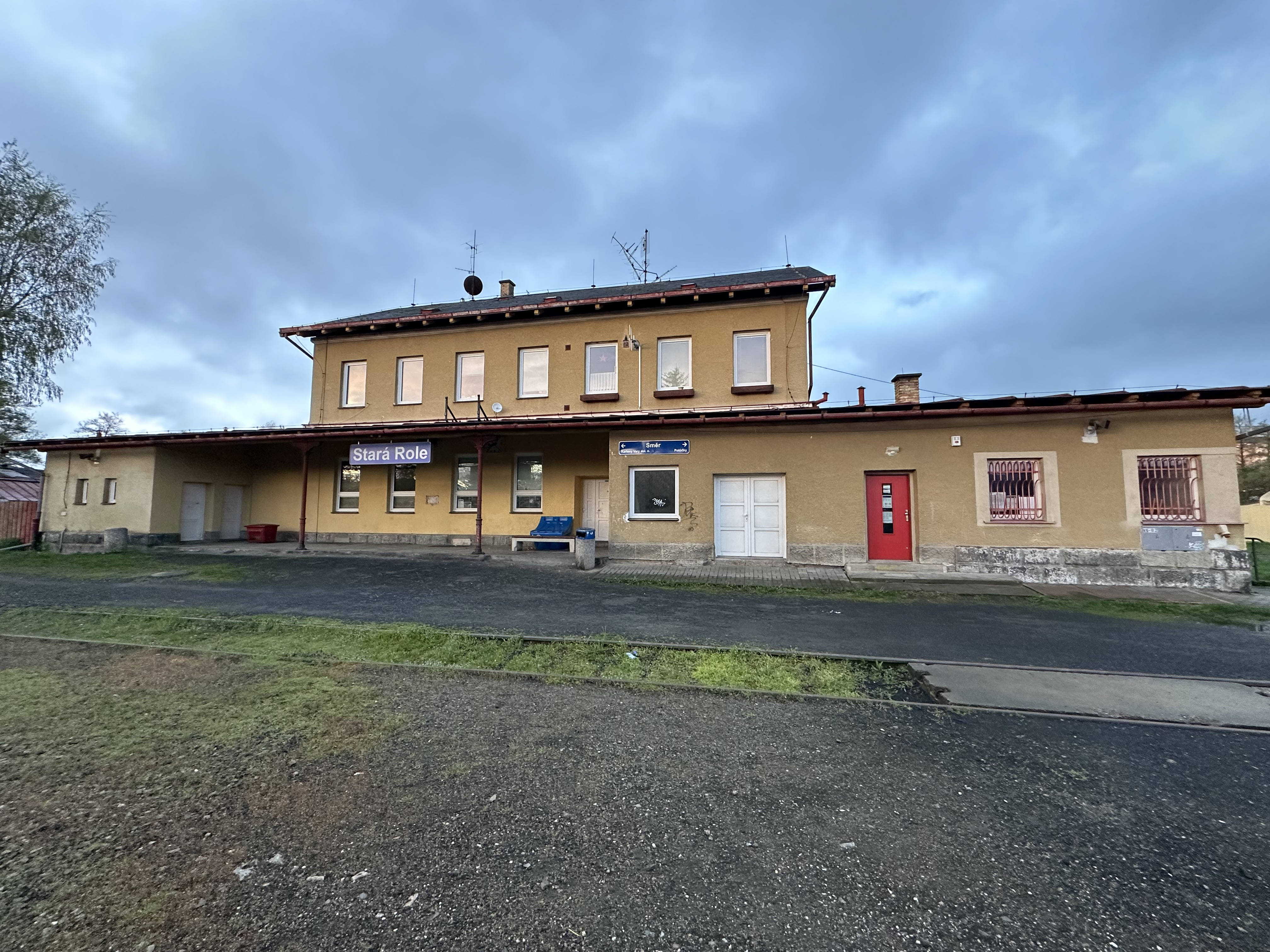
Stará Role
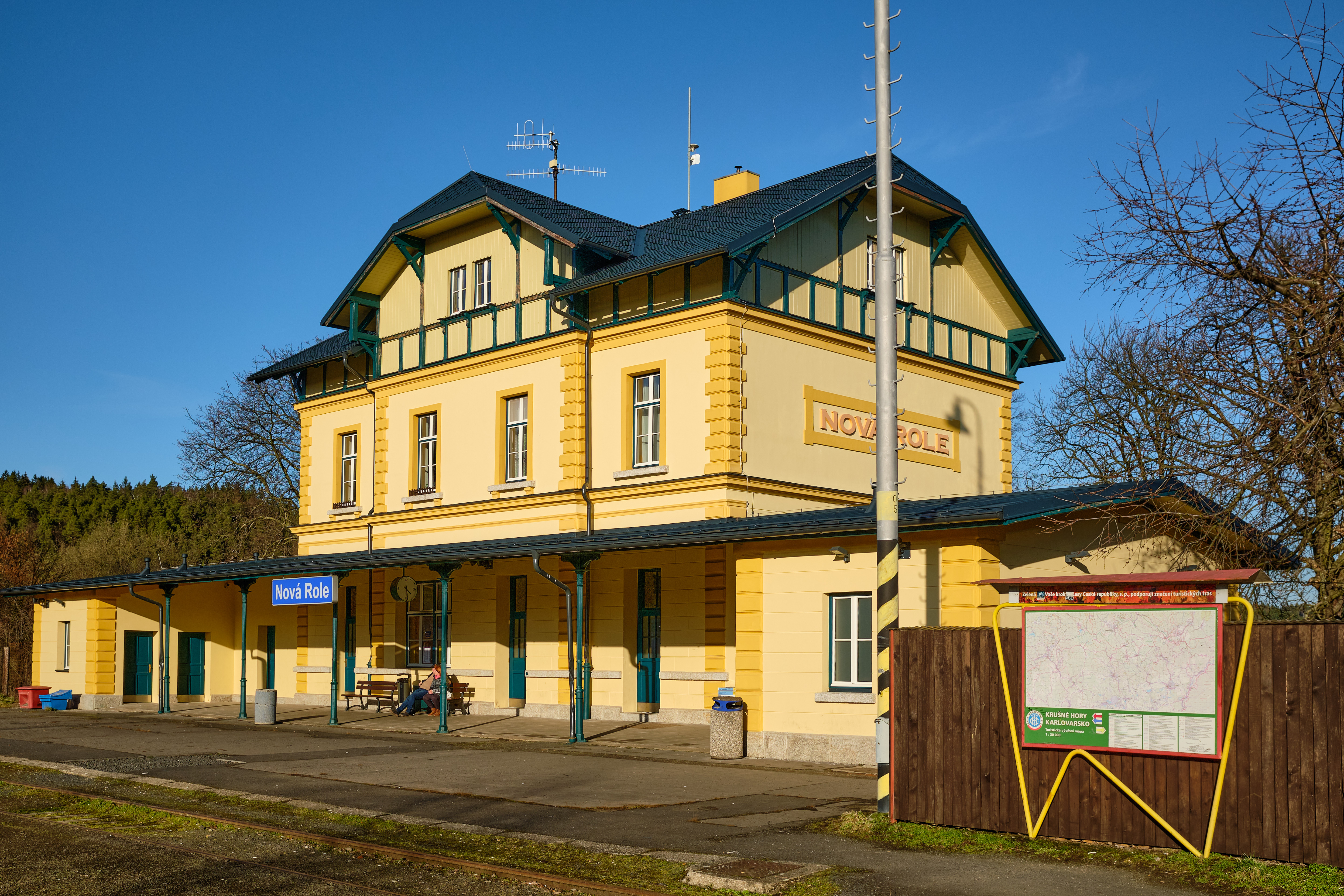
Nová Role
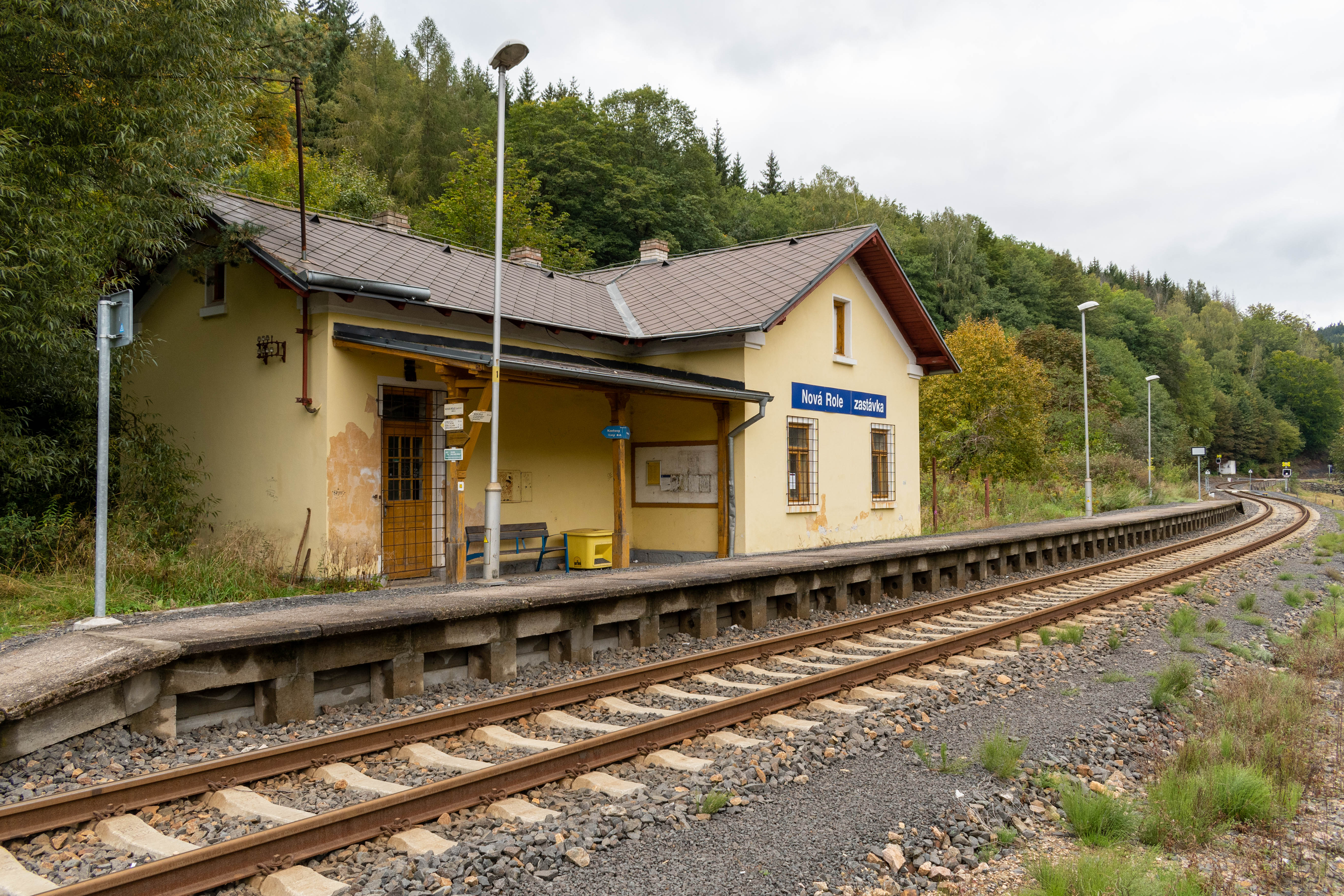
Nová Role zastávka
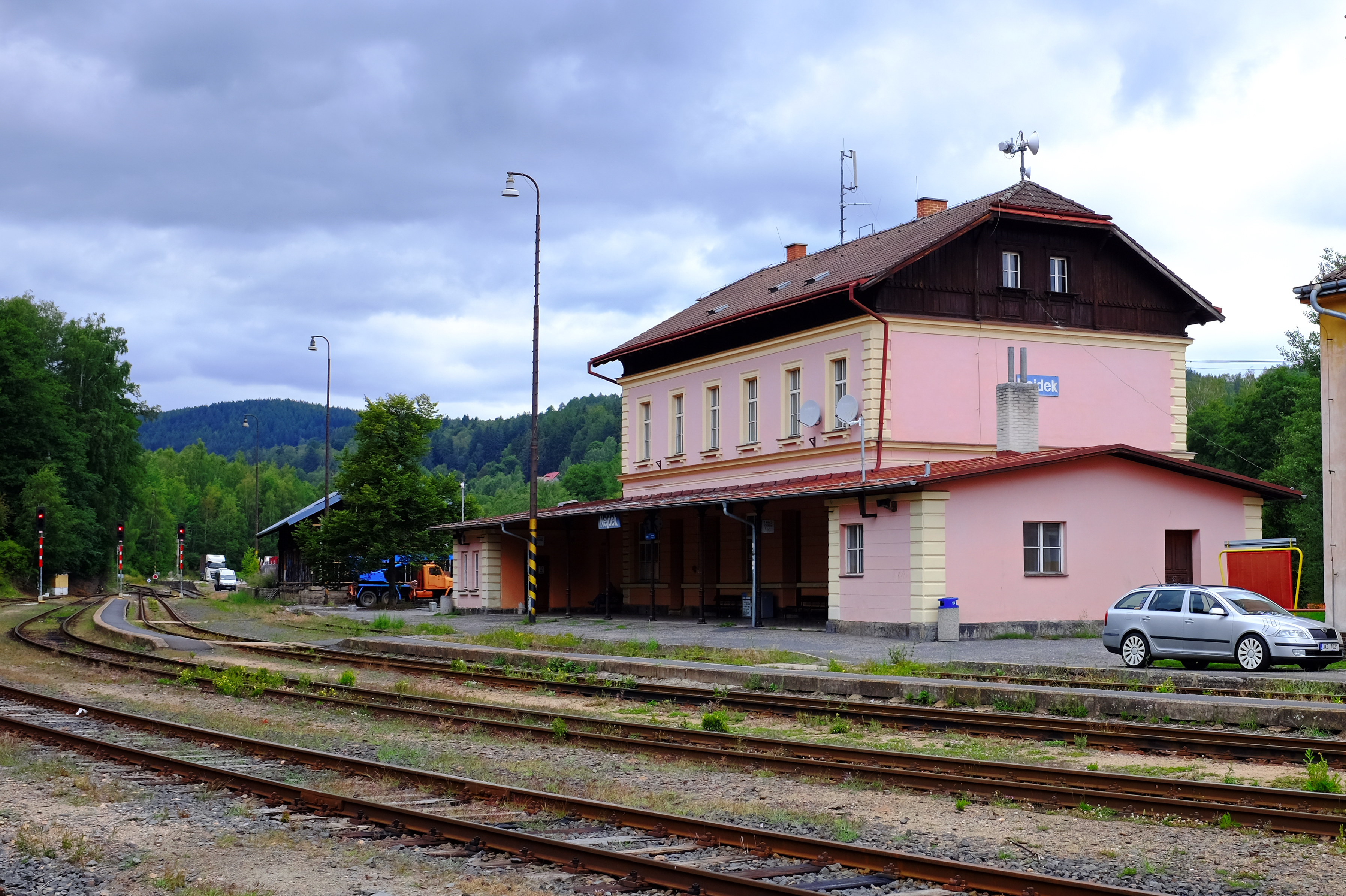
Nejdek
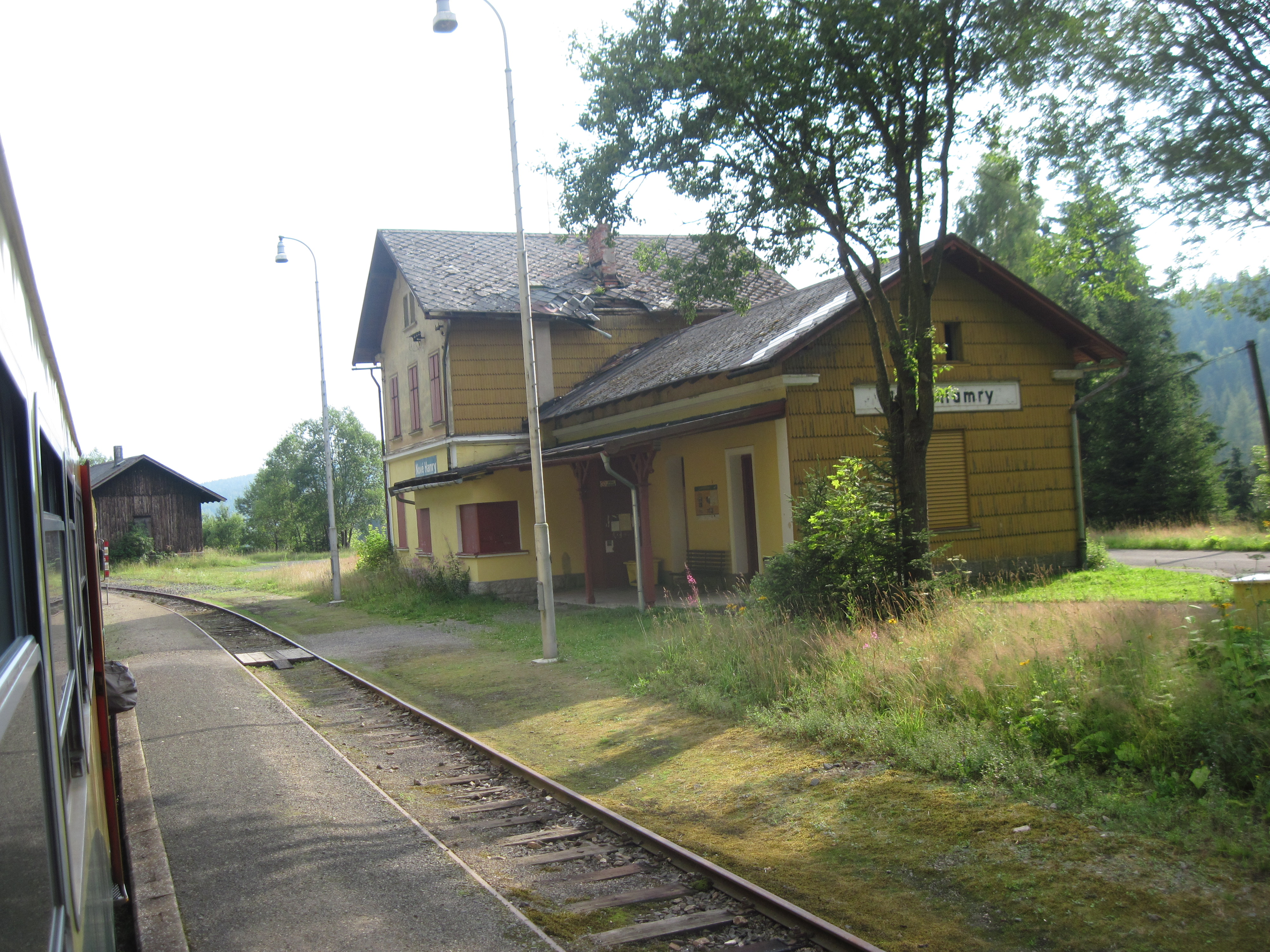
Nové Hamry
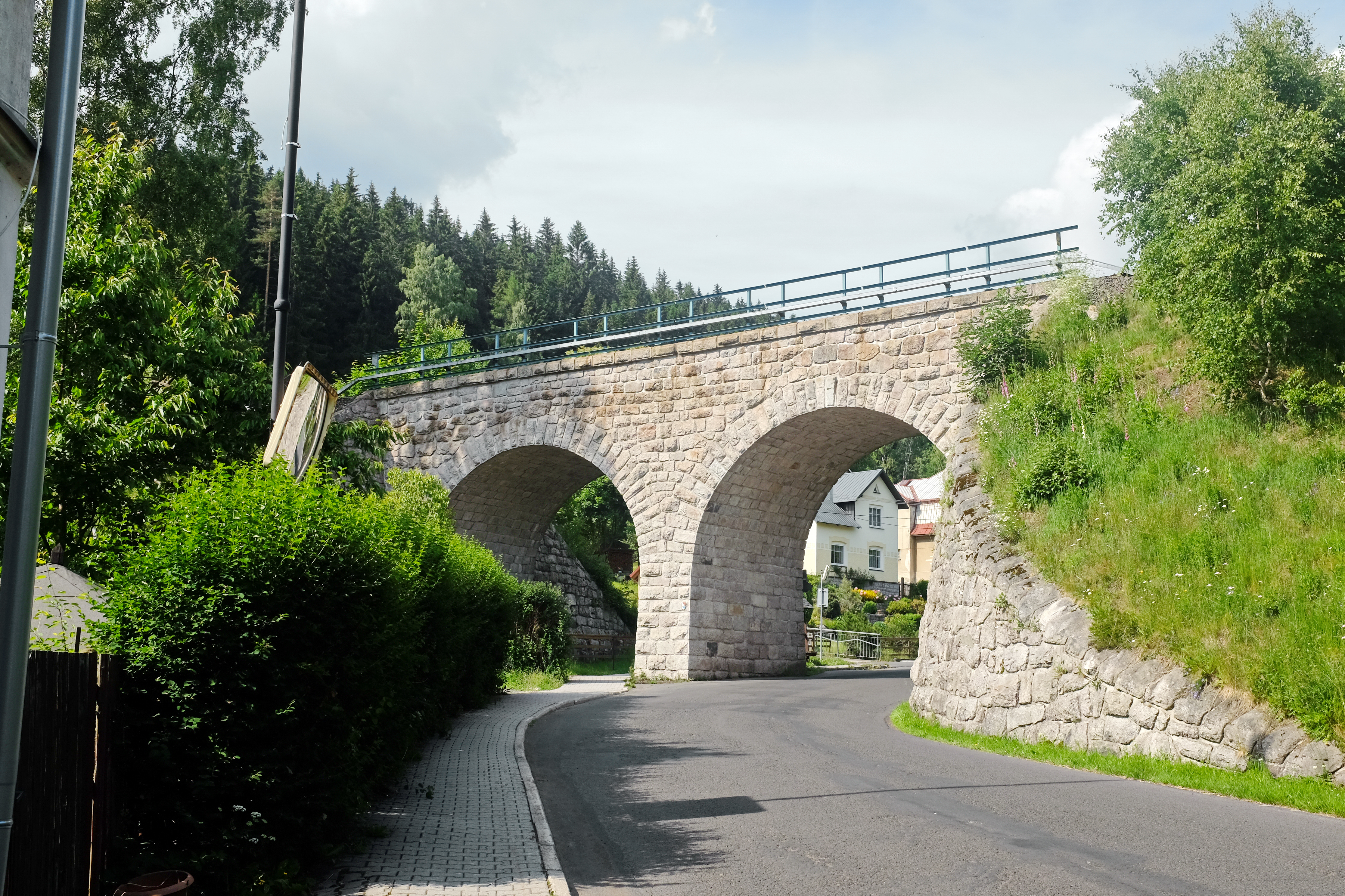
Novohamerský viadukt
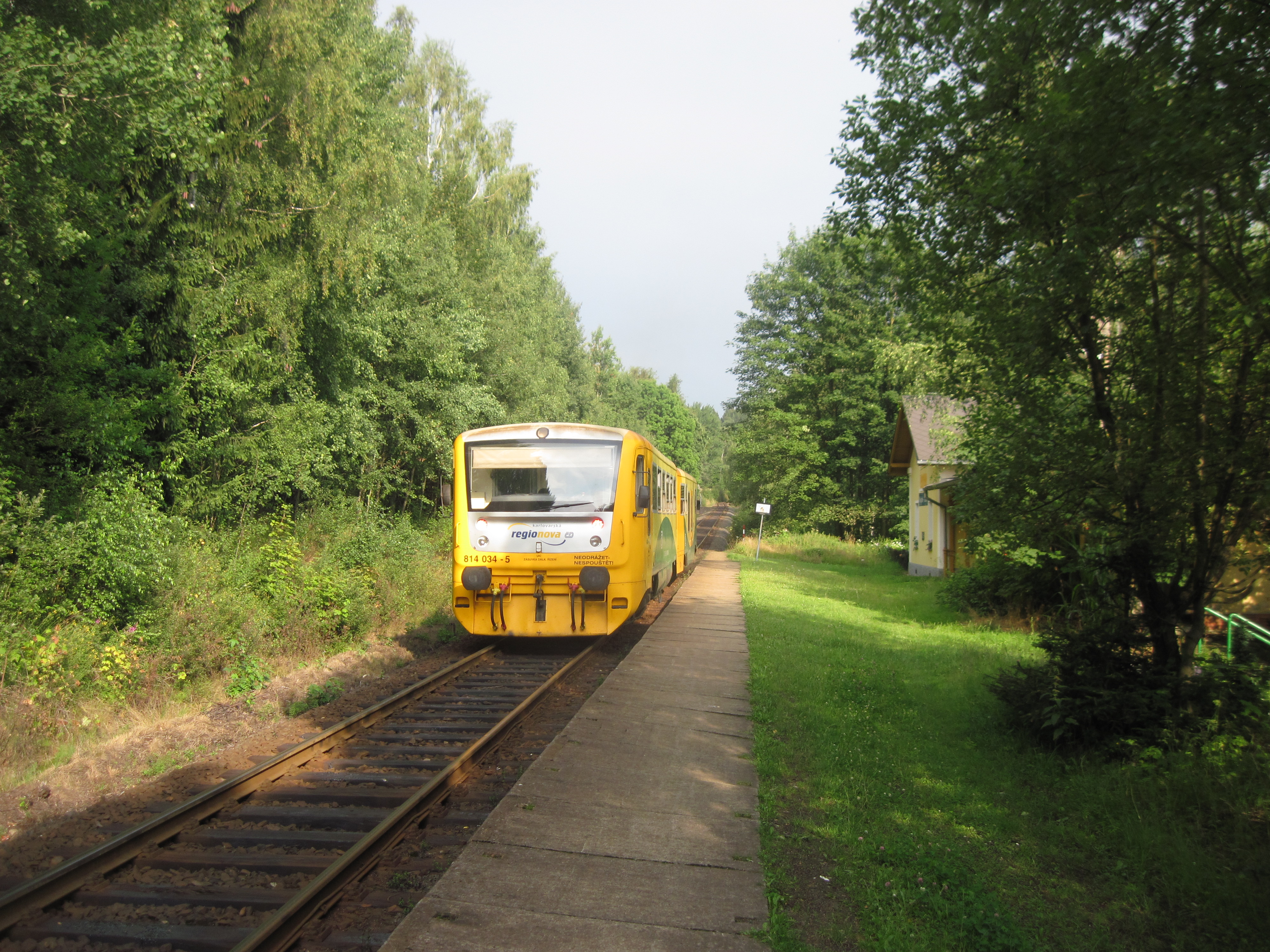
Železniční zastávka Nejdek-Tisová s motorovou jednotkou 814
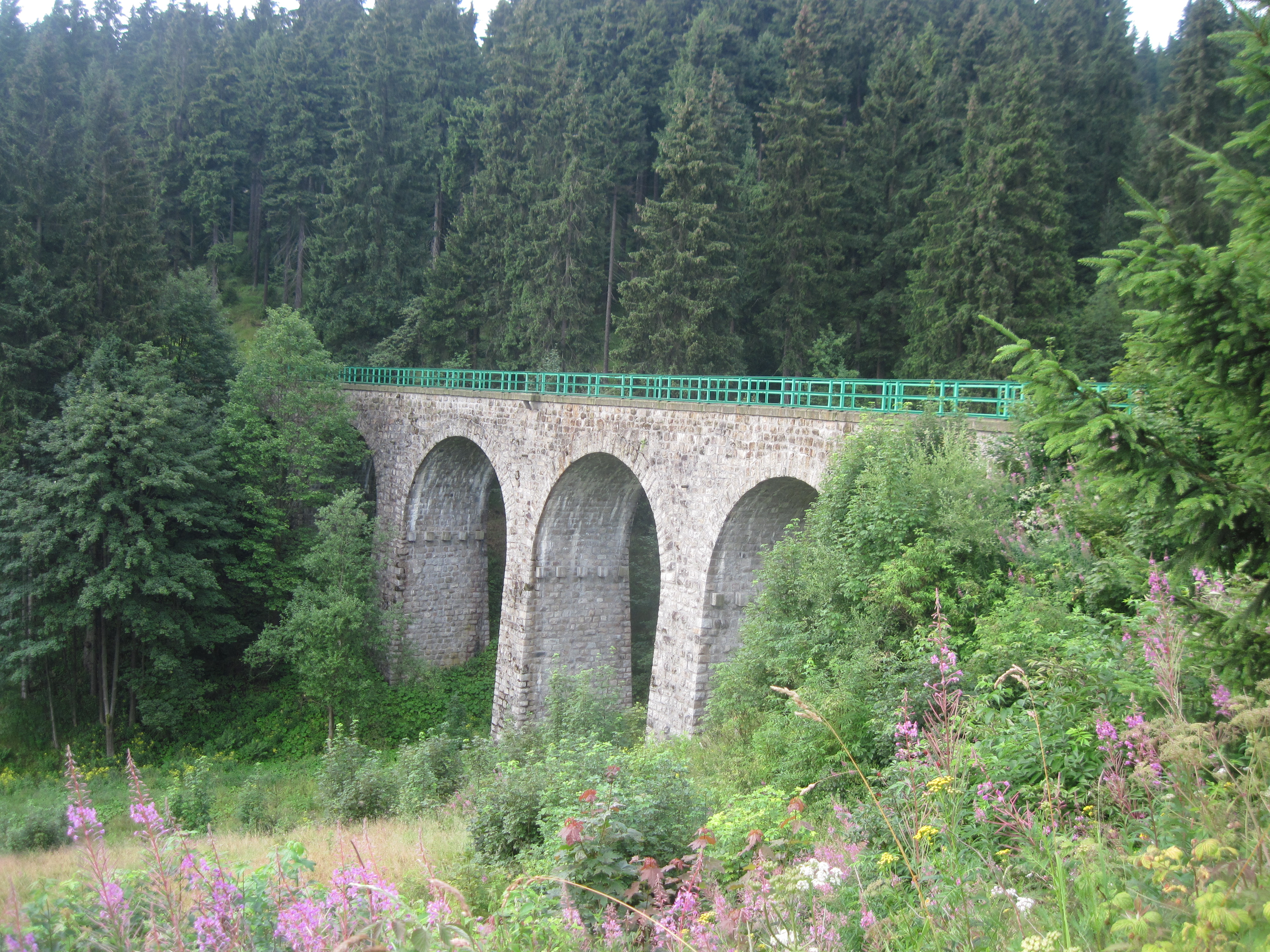
Železniční viadukt v Perninku
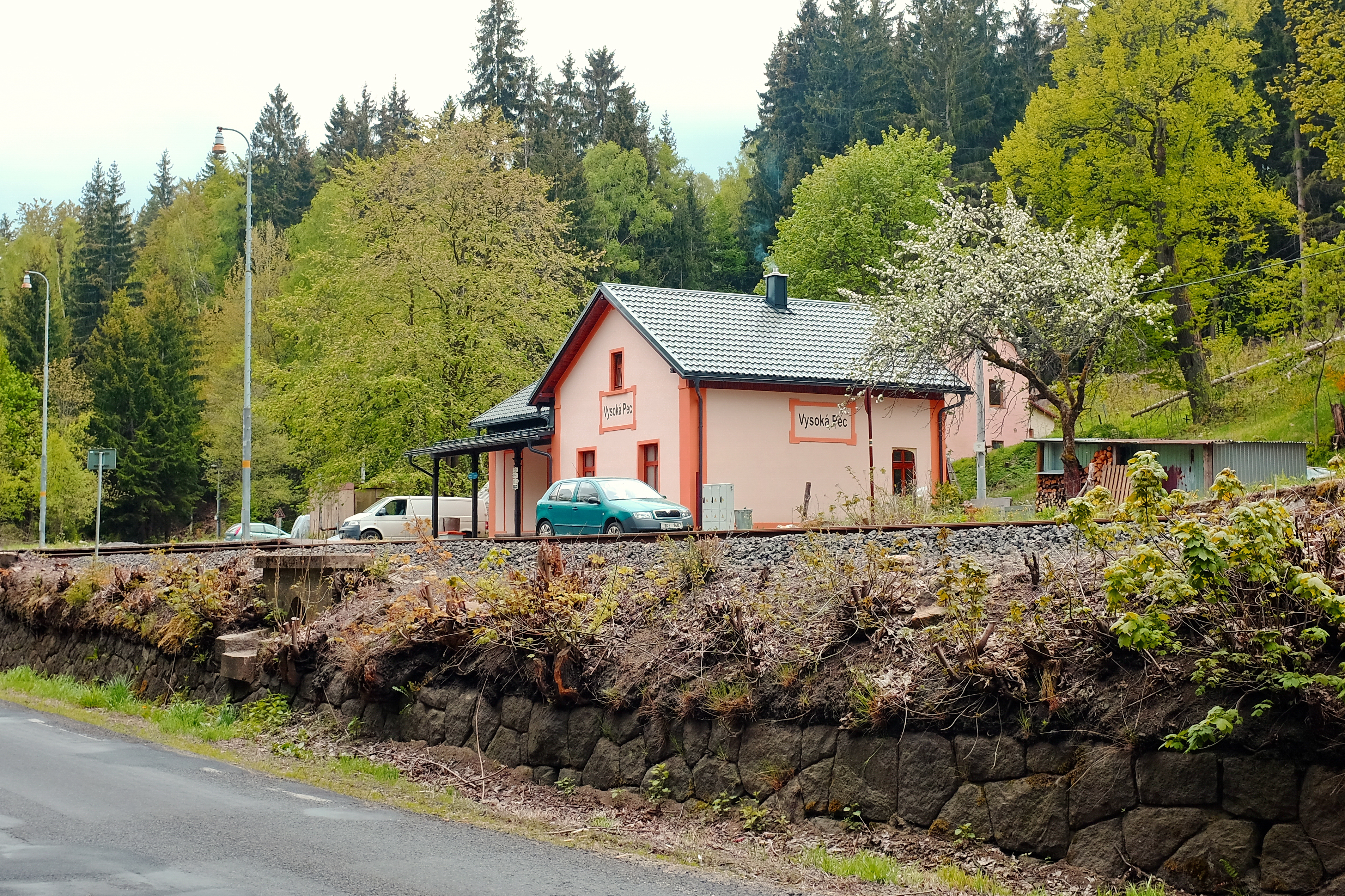
Vysoká Pec
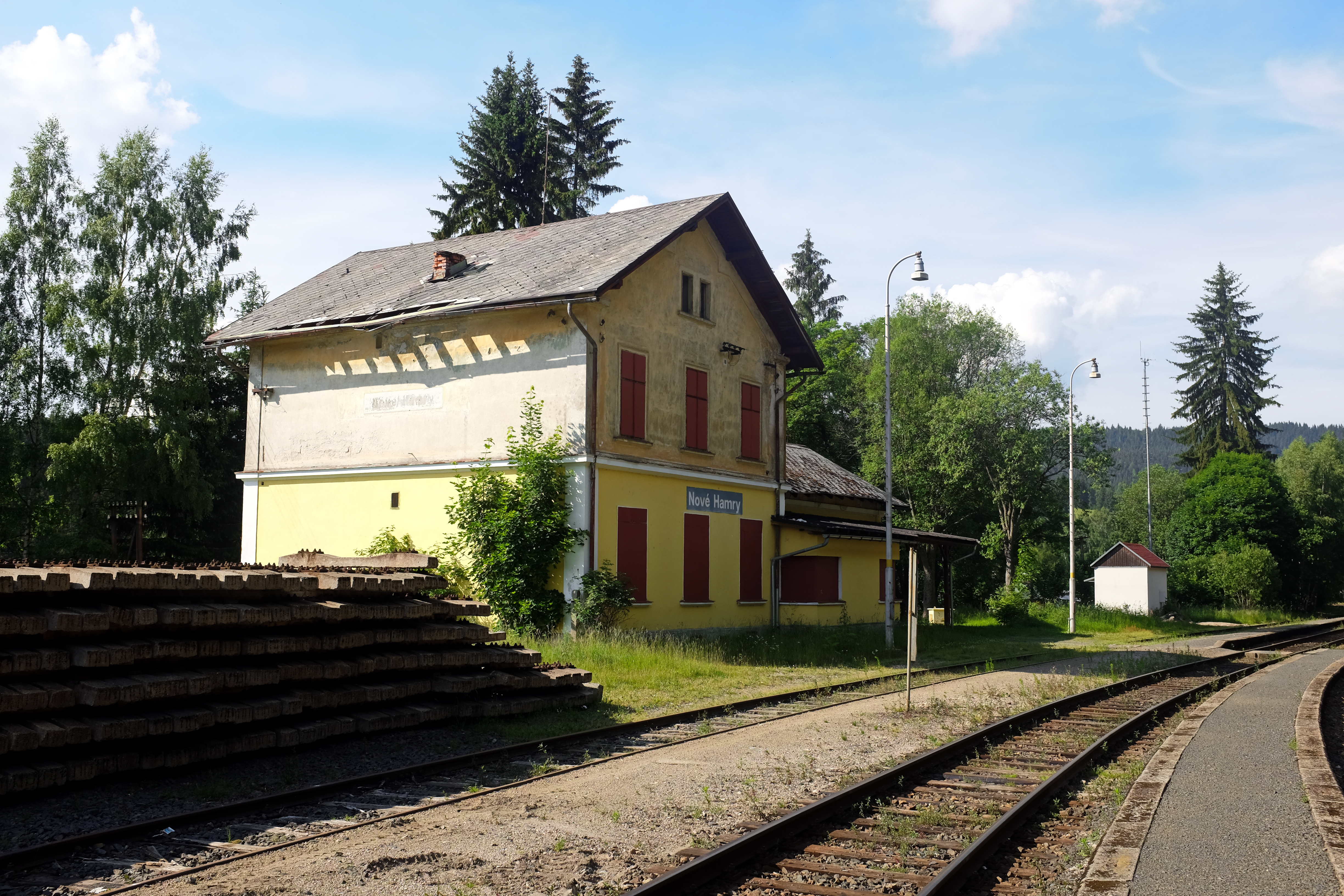
Nové Hamry
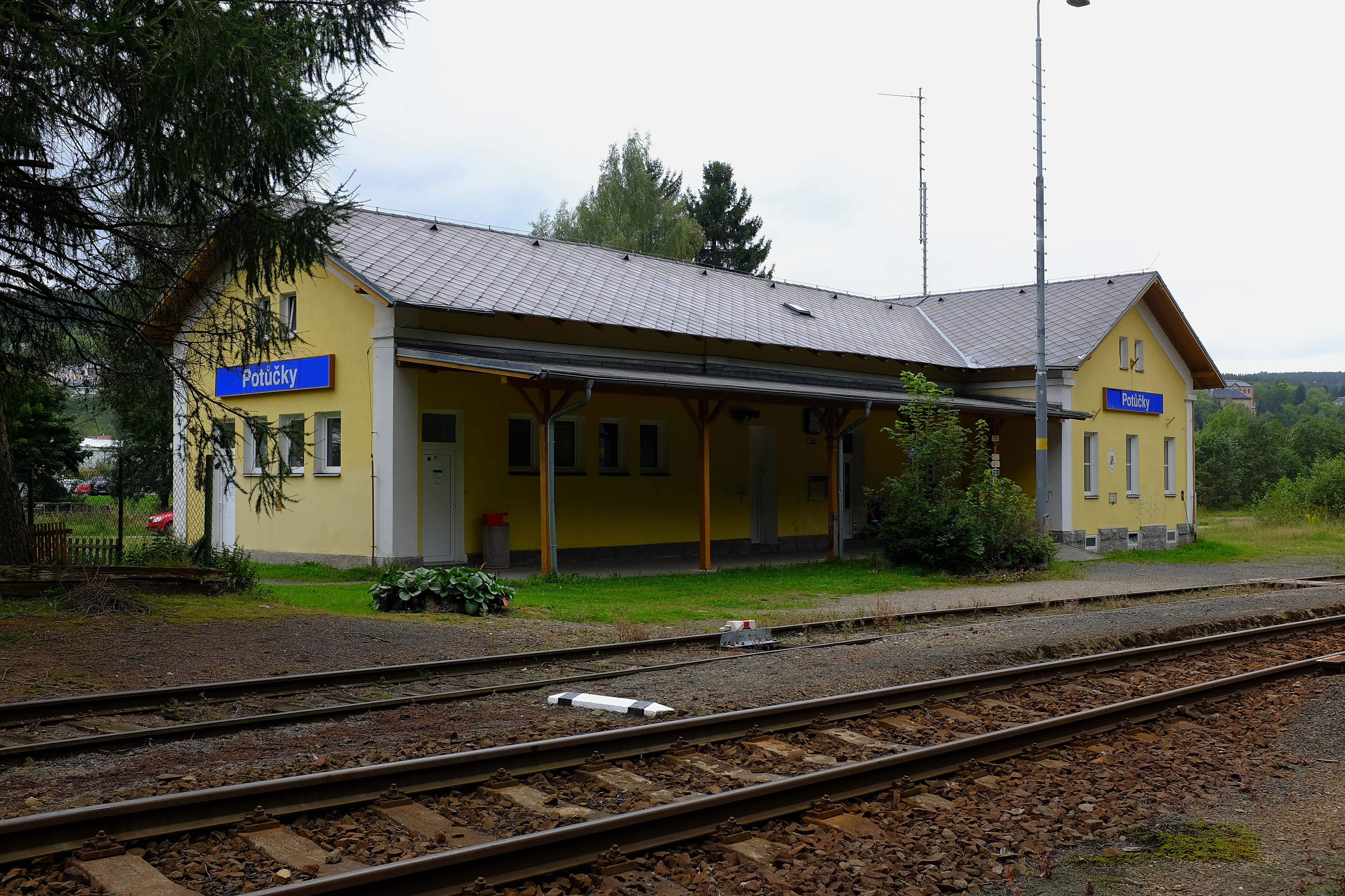
Potůčky
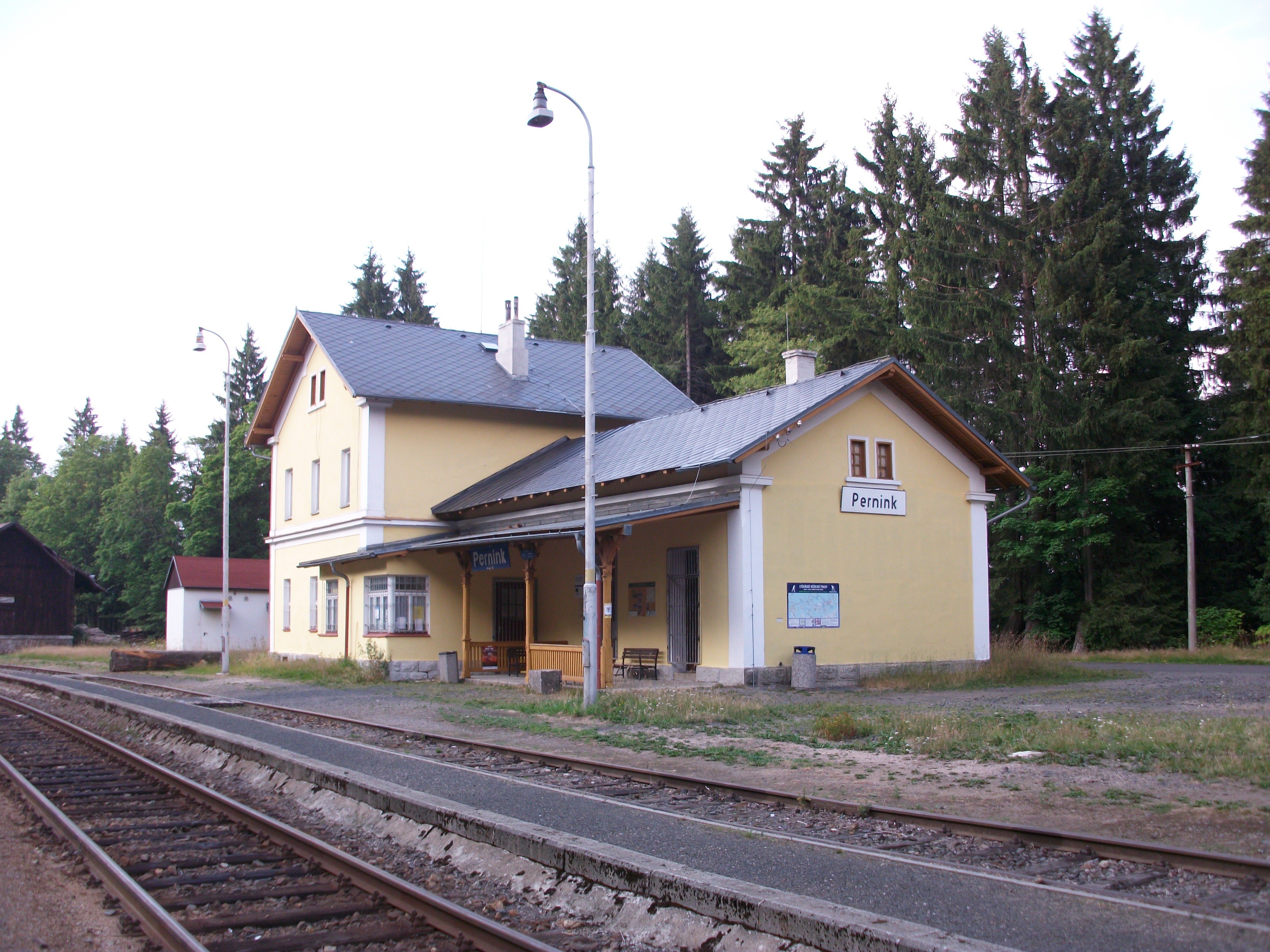
Pernink
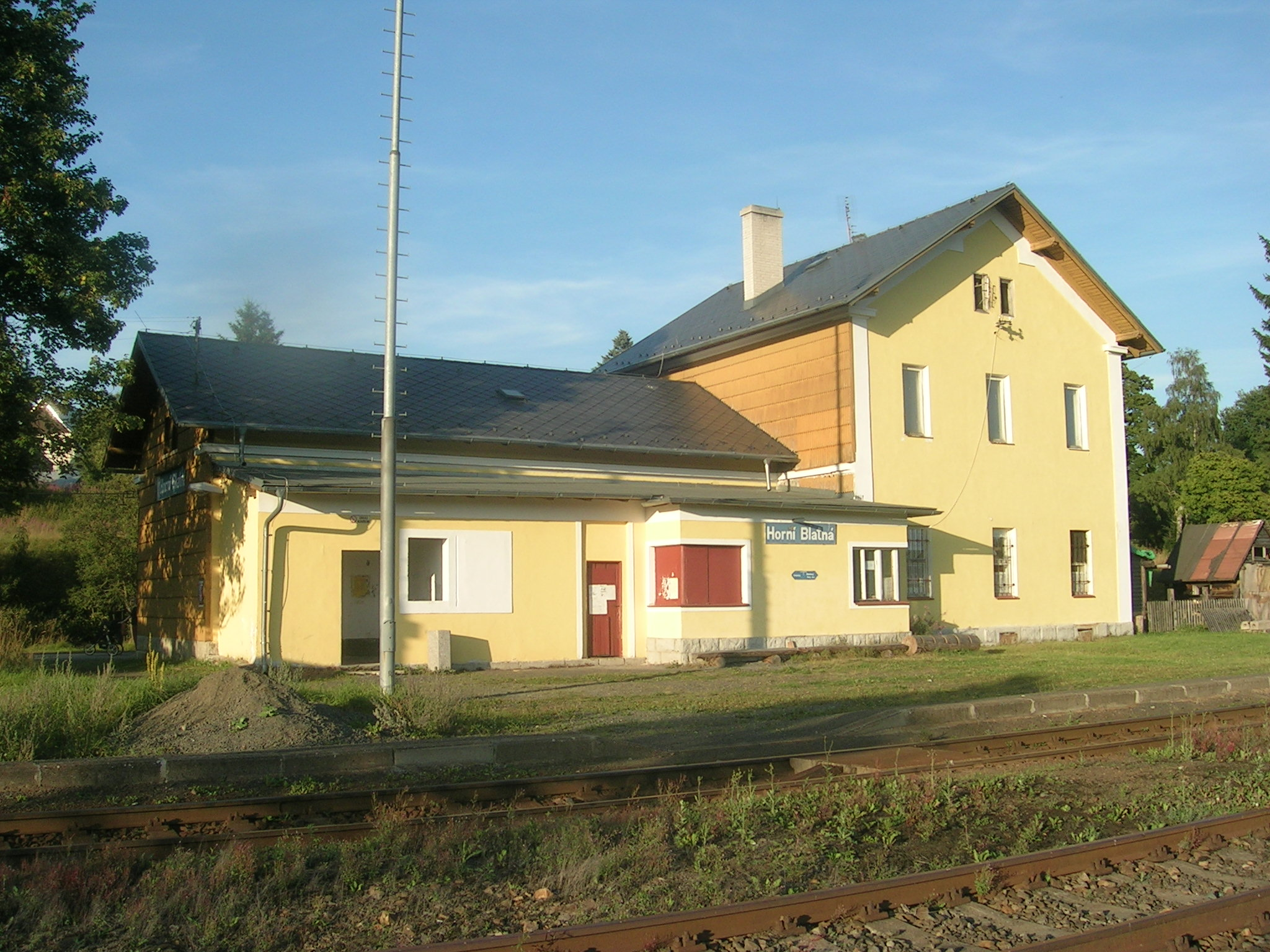
Horní Blatná
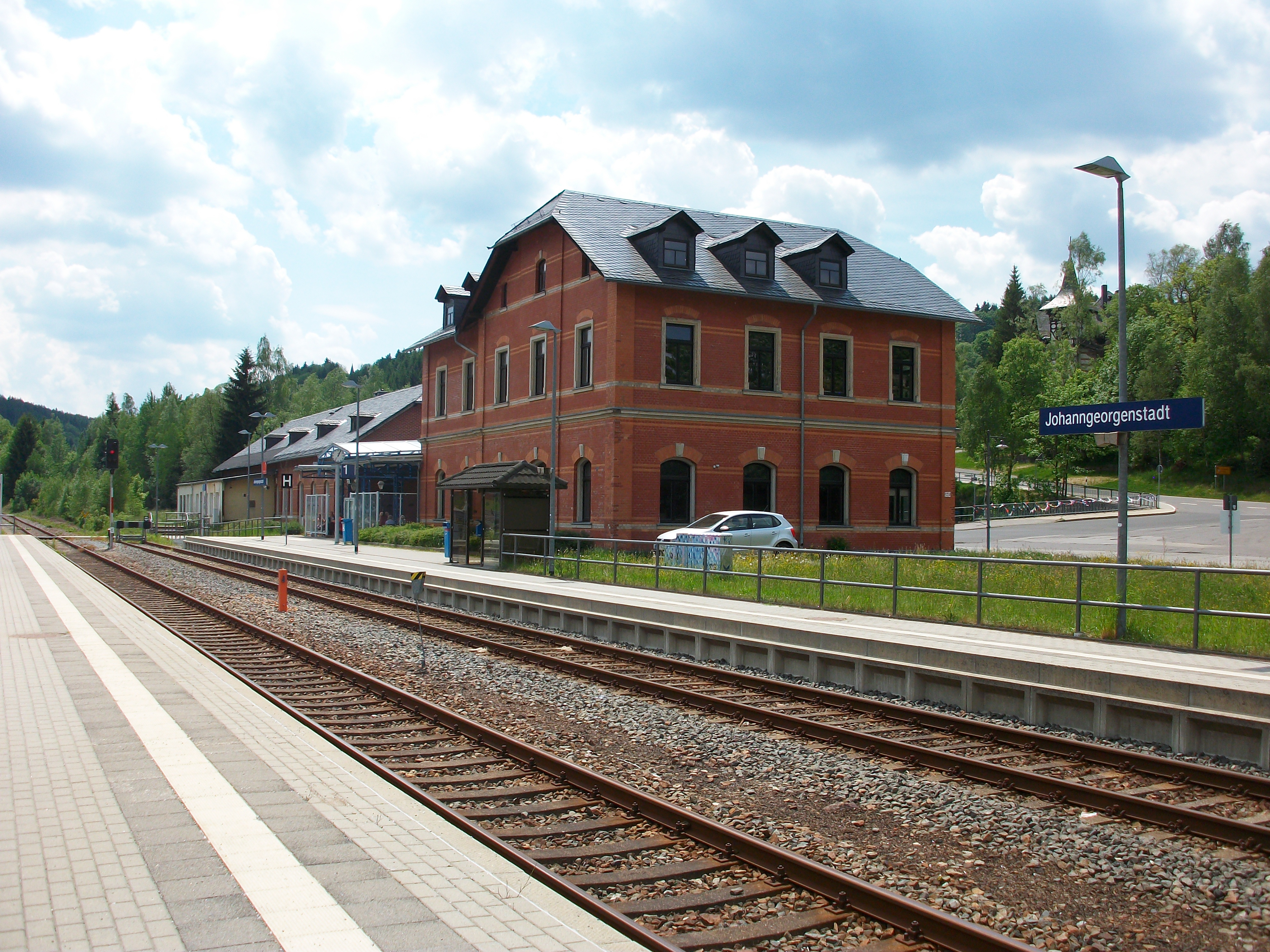
Železniční stanice Johanngeorgenstadt